# Föreningen Lärarstudenterna
Föreningen Lärarstudenterna, även känt som LäS, är en ämnesförening för lärarstudenter och studenter inom pedagogik vid Stockholms universitet.
Föreningen hyr in sig hos Samhällsvetenskapliga Föreningen i Café Bojan och bedriver en stor del av sin verksamhet på Café Bojan. 
Föreningen bedriver sin verksamhet i utskott och anordnar blanda annat Lärarinsparquen på höstterminerna, välkomstaktiviteter på vårterminerna och uppmärksammar Världslärardagen i oktober varje år. Utskotten ordnar även föreläsningar, spelkvällar, studieplatser, pub med mera. 
Föreningen representerar även lärarstudenter med föreningens fana vid akademiska och studentikosa högtider såsom examensceremonier, Stockholms universitets studentkårs Luciabal och Valborg på Skansen.

## Historia
Föreningen Lärarstudenterna i sin nuvarande form bildades 2018 genom en omvandling av kårföreningen Lärarstudenternas Klubbmästeris verksamhet för att inkludera fler studenters intressen. Detta efter att under höstterminen 2017 ha ordnat en lyckad mottagning av nya lärarstudenter, Lärarinsparquen, som var den första mottagningsverksamheten riktad enbart mot lärarstudenter i Stockholms universitets historia. 
Lärarstudenternas Klubbmästeri har anor från Lärarhögskolan i Stockholm, där det bildades 1993 under Lärarhögskolans Studentkår (Läs) och gick under namnet Lärarhögskolans Klubbmästeri (Läs KM). 
Lärarhögskolan lades ned i årsskiftet 2007/2008 och utbildningarna flyttades till Stockholms Universitet. I samband med detta lades även Lärarhögskolans Studentkår ned. Kvar blev dock Klubbmästeriet som bytte namn till Lärarstudenternas Klubbmästeri. Lärarstudenternas Klubbmästeri finns fortfarande kvar som utskott till Föreningen Lärarstudenterna.

## Utskott
- Lärarstudenternas Klubbmästeri - LäS KM anordnar pubar och sittningar.
- Lärarinsparquen anordnar välkomstaktiviteter för nya studenter.
- Spelutskottet anordnar spelkvällar.
- Föreningshälsan anordnar tillfällen för fysiska aktiviteter.
- Aktivitetsutskottet anordnar diverse aktiviteter, exempelvis firandet av Världslärardagen, arbetsmarknadsaktiviteter, pluggstugor med studieplatser, föreläsningar, workshops med mera.

## Presidium
| Verksamhetsår | Ordförande                     |  | Vice ordförande                  |
| ------------- | ------------------------------ |  | -------------------------------- |
| 2025          | Frida Jungnell                 |  | Valerie John                     |
| 2024          | Alexandra Berntling            |  | Frida Jungnell                   |
| 2023          | Ted Wallebo                    |  | Johan Pak Gustafsson             |
| 2022          | Sofie Johansson Vondracek      |  | Emma Ottebäck                    |
| 2021          | Mikaela Hammar                 |  | Ted Wallebo                      |
| 2020          | Mikaela Hammar                 |  | Cornelia Sandberg                |
| 2019          | Emelie Karlsson/Mikaela Hammar |  | Mikaela Hammar/Henrik Borgenhäll |
| 2018          | Elias Flodin                   |  | Emelie Karlsson                  |